# پاپا ایبو کبه
پاپا ایبو کبه (انگلیسی: Papa Ibou Kébé؛ زادهٔ ۱۰ دسامبر ۱۹۸۹) بازیکن فوتبال است.
از باشگاه‌هایی که در آن بازی کرده‌است می‌توان به باشگاه فوتبال هانزا روستوک اشاره کرد.